# Marina Dolfin
Marina Dolfin (nom de naissance :Mary De Muro) née à Milan le 15 avril 1930 et morte à Vittorio Veneto le 11 juin 2007 est une actrice italienne, active des années 1950 aux années 1980.

## Biographie
Ses débuts sur scène ont eu lieu en 1949 dans La bonne mère sous la direction de Cesco Baseggio et où jouait sa mère Toti Dal Monte.

### Vie privée
Fille de la soprano Toti Dal Monte et du ténor Enzo De Muro Lomanto (it) elle a été mariée à l'acteur Giuseppe Rinaldi.

## Filmographie partielle
- 1952 : Ombre su Trieste
- 1960 : La locandiera (1960, prose télévisive)
- 1968 : Roméo et Juliette (doublage de Natasha Parry)
- 1974 : Anna Karenine (série télévision)
- 1975 : La bufera (série télévision)
- 1976 : Rosso veneziano (mini série télévision)
- 1981 : Calderón de Pier Paolo Pasolini)